# 舍塞勒
舍塞勒（法語：Chessel，法語：[ʃəsɛl] ⓘ）是瑞士联邦西部法语区的沃州下设的一个镇。在行政上属于艾格勒区管辖。舍塞勒的总面积为3.57平方公里。截至2010年底，总人口为350。

## 地理
舍塞勒位于莱芒湖东南方，西以罗讷河为界。